# Janine zieht aufs Land
Janine zieht aufs Land ist ein deutscher Spielfilm von Jan Eilhardt aus dem Jahr 2025. Die Uraufführung fand am 18. Februar 2025 im Forum der Internationalen Filmfestspiele Berlin statt.

## Handlung
Janine will zurück aufs Dorf. Gemeinsam mit ihrem asthmatischen Partner verlässt sie Berlin und kehrt in das Dorf ihrer Jugend zurück. Doch in den Dorfstraßen stößt ihre queere Erscheinung nicht nur auf Gegenliebe.

## Rezeption
Im Katalog der Berlinale heißt es: "Jan Eilhardt übersetzt die Begegnung in einen campigen, erotisierenden und bisweilen auch dramatischen Rundumblick auf ein feindseliges Milieu. Alte Wunden konfrontierend, unterwandert Janine dieses lasziv, musikalisch und mit der Zuversicht einer, die sich noch nie etwas beweisen musste."
Olivia Popp schreibt für Cineropa: "Die Kamera von DoP Irene Cruz wirkt jedoch genau in den richtigen Momenten fließend und intim nah. Die manchmal freche, manchmal unheimliche, in Moll gehaltene Cembalo-Musik greift auf berühmte Klavierwerke aus dem Barock und der Romantik zurück (J. S. Bach, Camille Saint-Saëns) und inszeniert das Dorf als einen befremdlichen Ort. Der Film kombiniert fiktionales Filmmaterial mit Archivvideos und Fotos und entfaltet sich als eine Erkundung queerer, transsexueller und geschlechtsuntypischer Konfrontationen mit traumatischen oder feindseligen Umgebungen der Vergangenheit, die etwas unter der Oberfläche verbergen."

## Auszeichnungen
Janine zieht aufs Land war für den Teddy Award 2025 nominiert.